# Phrynopus laplacai
Phrynopus laplacai és una espècie de granota que viu a Bolívia.